# Seth Lakeman
Seth (Bernard) Lakeman (Buckland Monachorum, 26 marzo 1977) è un musicista, cantante e compositore britannico.
Nominato per il prestigioso Mercury Music Prize, Lakeman fece parte a diversi progetti musicali, tra cui quello con i suoi due fratelli, Sam Lakeman e Sean Lakeman. Si è affermato principalmente come solista.

## Biografia
Seth Lakeman è nato a Buckland Monachorum, presso Yelverton, nel Devon.
Comincia a suonare fin da piccolo con la sua famiglia e i fratelli Sam e Sean. 
I tre fratelli pubblicarono nel 1994 il loro album di debutto, (Three Piece Suite) con il nome di The Lakeman Brothers.
Nel 2002, Seth pubblica il suo primo album solista, The Punch Bowl, che viene acclamato dalla critica inglese.
Il secondo album, Kitty Jay, esce nel 2004.
Dopo un lungo tour, Seth Lakeman si dedica al terzo album, Freedom Fields (2006), anticipato dal singolo Lady of the Sea, che riceve un discreto successo di pubblico e critica.
Nel 2007, Seth fa da sostenitore a Tori Amos durante la parte europea del suo tour mondiale.

## Discografia

### Album
- 2002 - The Punch Bowl (iScream)
- 2004 - Kitty Jay (iScream)
- 2006 - Freedom Fields (iScream)
- 2008 - Poor Man's Heaven (Relentless)
- 2010 - Heart & Minds (Virgin)
- 2011 - Tales from the Barrel House (Honour Oak)
- 2014 - Word of Mouth (Honour Oak / Cooking Vinyl)
- 2016 - Ballade of the Broken Few (Cooking Vinyl)
- 2018 - The Well Worn Path (Cooking Vinyl)
- 2020 - A Pilgrim's Tale (Cooking Vinyl)
- 2021 - Make Your Marks (Honour Oak)

Con The Lakeman Brothers
- 1994 - Three Piece Suite

Con gli Equation
- 1998 - Hazy Days
- 1999 - The Lucky Few
- 2000 - Dark Ages E.P.
- 2002 - First Name Terms
- 2003 - Return to Me

### EP
- 2007 - Poor Man's Heaven

### Singoli
- 2005 - The Bold Knight
- 2006 - Lady of the Sea
- 2006 - The White Hare
- 2006 - King & Country
- 2008 - The Hurlers
- 2008 - Crimson Dawn
- 2008 - Solomon Brown
- 2010 - Hearts & Minds
- 2010 - Tiny World
- 2010 - Stepping Over You
- 2011 - Blacksmiths Prayer
- 2011 - More Than Money
- 2013 - Portrait of My Wife
- 2014 - The Courier
- 2014 - Last Rider